# L-ljud i svenskan
L-ljuden är en uppsättning språkljud som används i svenska språket i ord som lampa, kall och älg. Den vanligaste uttalsvarianten i rikssvenskan är en alveolar lateral approximant, men det finns även en retroflex allofon efter /r/ i ord som pärla och sorl. Historiskt och dialektalt förekommer även andra l-ljud i svenskan såsom tjockt l (tonande retroflex flapp), eller tonlöst l (tonlös alveolar lateral frikativa).  

## Tjockt l

I Internationella fonetiska alfabetet (IPA) tecknas det tjocka l-ljudet som ett r med en retroflex krok på.

Ett tjockt l (även kallat kakuminalt l) eller retroflex flapp (IPA teckning: [ɽ]) är ett konsonant språkljud som bland annat förekommer i nordiska språk. Det skiljer sig till uttalet från det tunna (dentala) svenska l-ljudet och förekommer eller har förekommit dialektalt antingen som allofon till /l/ eller som ett eget fonem i stora delar av Sverige och Norge, samt inom en del av de svenska varieteterna i Finland och Estland.    

### Uttal och distribution
Som retroflex konsonant artikuleras det tjocka l:et på ett liknande vis som svenskans övriga retroflexa ljud. Ljudet bildas genom att tungan slås mot gommen på ungefär samma ställe som de tjocka t- och d-ljuden i 'svart' och 'bord' (med uppsvenskt uttal), med skillnaden att det tjocka l:et artikuleras kakuminalt och som en tonande flapp istället för som en klusil. I de flesta traditionella dialekter med tjockt l används ljudet inte bara för skriftens ⟨l⟩, utan även för ⟨rd⟩. I dagens talspråk står sig tjockt l för ⟨l⟩ bättre än det gör för ⟨rd⟩, där uttalet på många håll i senare tid har gått över till [ɖ]. Det finns ett antal ord i svenskan vars moderna stavning med ⟨l⟩ vittnar om ett äldre allmänt uttal med tjockt l, som till exempel 'stel' (av fornsvenska stirdher), 'svål' (fsv. svardher), 'vålnad' (fsv. vardhnadher) eller 'i fjol' (fsv. i fiordh, i söder även regionalt 'i fjor').
I dialekter som har ljudet uppträder det komplementärt med det tunna l-ljudet, i dessa dialekter finns alltså (åtminstone) två l-ljud. Reglerna för hur de två l-ljuden växlar i dialekterna varierar en del genom utbredningsområdet, men det finns tumregler som gäller för distributionen av ljuden i nästan hela området. För de flesta traditionella dialekter med tjockt l gäller att det tunna (dentala) l:et används ordinitialt och när l är långt (motsvarande ⟨ll⟩ i skriften). Ord som 'lång' och 'kall' får således tunt l, medan 'älg' och 'hål' får tjockt l. Besläktat med tjockt l är de supradentala (retroflexa) ljuden genom sammansmältning av /r/ med /t/, /d/, /n/, /s/ och /l/, som i 'fort', 'gård', 'garn', 'fors', och 'pärla'. I många av dialekterna med tjockt l finns även en motsvarande uppsättning av kakuminala ljud genom sammansmältning av tjockt l med /t/, /d/, /n/ och /s/ som i 'gult', 'böld', 'stelna', och 'hals'. Vanligast i dialekterna är att dessa båda uppsättningar realiseras på samma sätt, så att exempelvis 'gult' och 'surt' rimmar med varandra. I lånord förekommer tjockt l till varierande grad i dialekterna. Ett gammalt tyskt lånord som "sal" har tunt l i de flesta traditionella dialekter, medan inhemska ord med l i samma ställning efter lång vokal skulle frambringa ett tjockt. I andra äldre lånord som "bli" är uttalet i regel tjockt. 

### Uppkomst

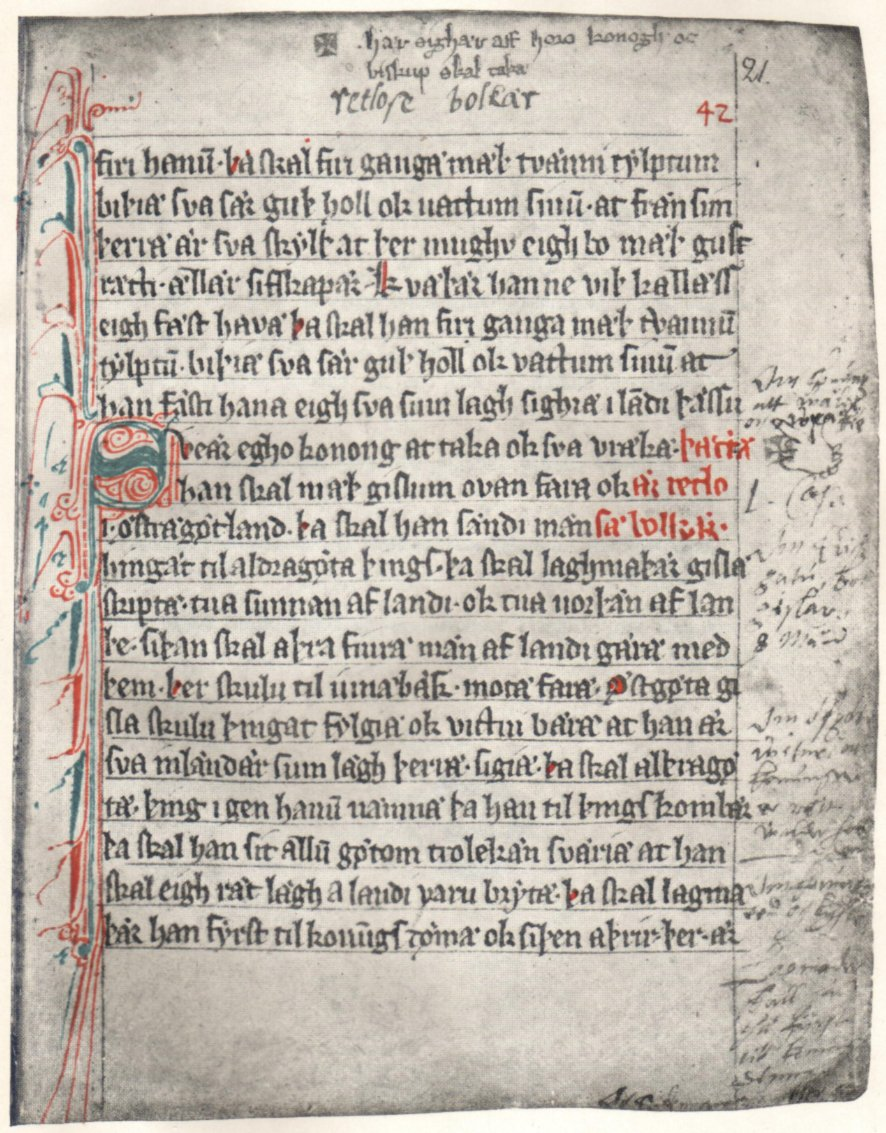
Enligt vissa forskare kan stavningen av l-ljudet i medeltida handskrifter ge ledtrådar om det tjocka l:ets ursprung. Bild ur äldre Västgötalagen.

Mycket om det tjocka l:ets uppkomst i nordiska språk är omstritt, både vad gäller dess ålder och geografiska ursprung. Språkforskare som Hans Ronge och Jurij Kuzmenko anser att det redan under fornnordisk tid lär ha funnits en kvalitativ skillnad mellan två olika l-ljud, mellan enkelskrivet ⟨l⟩ å ena sidan och dubbelskrivet ⟨ll⟩ å andra. Det finns stöd för detta bland annat i den fornisländska skaldediktningen, där det enkelskrivna ⟨l⟩ med få undantag aldrig rimmar med ⟨ll⟩ i inre rim. I Östgötalagen skrivs slutljudande konsonanter vanligen med enkel konsonant, men behandlingen av l bryter mot den regeln då det både kan enkel- och dubbelskrivas beroende på ordet. Detta kan betyda att det långa l:et skilde sig från det korta kvalitativt istället för kvantitativt (dvs. genom artikulation snarare än genom längd) redan i den tidens östgötska. Det behöver däremot inte innebära att det korta l:et redan under denna tid uttalades med en retroflex flapp som i dagens dialekter. D.O. Zetterholm föreslår att det ursprungligen kan ha rört sig om ett l av obestämt slag, möjligen velart, men sannolikt med tillbakadragen artikulation, vid sidan om ett dentalt l.
Dateringarna för uppkomsten av det moderna tjocka l-ljudet som en retroflex flapp brukar peka mot medeltiden, med dateringar som spänner från ca. 1200-tal till 1500-tal. Gällande vilken utveckling som rimligen är äldst av tjockt l från äldre /l/ eller äldre /rð/ går åsikterna bland språkforskare isär. Enligt en mening, förespråkad av bland andra Adolf Noréen, har den retroflexa flappen först utvecklats genom /rð/ varefter detta uttal har spridit sig till det ursprungligen dentala /l/. Något som skulle kunna tala mot detta är att området som enbart har ljudet för /l/ är större än det område som även har det för /rd/, vilket kan indikera att tjockt l av /l/ är äldre. Hans Ronge menar att det ursprungligen dentala l:et kan ha alveolariserats tidigt i vissa positioner och senare övergått till att bli kakuminalt (tjockt), varpå /rð/ senare kunde följa efter och ansluta sig till samma uttal. Tomas Riad har varit inne på ett liknande resonemang och har föreslagit att /rð/ först kan ha utvecklats till ett supradentalt d [ɖ] och därefter ha sammanfallit med ett då redan existerande tjockt l, då ljuden är artikulatoriskt lika. Ett gammalt belägg med stavning ⟨l⟩ för ursprungligt /rð/ finns i ortnamnet Skälsta by i Uppland. Fram till och med mitten av 1400-talet stavades Skälsta med ⟨rd⟩ (in villa skiærdestum, 1329), men därefter med ⟨l⟩ (skælixtha, 1459). Detta föranleder Hans Ronges datering av tjockt l, åtminstone från /rð/, till 1400-talet i centralt svenskt område.
Utbredningen av det tjocka l:et i Norden överlappar till stor del med utbredningen av de supradentala (retroflexa) ljuden. Kakuminalt (tjockt) l är också en förutsättning för uppsättningen av de sammansmälta kakuminala ljuden (t.ex. rim med 'gult' och 'surt'), men det är osäkert om det tjocka l:et uppstod före eller efter de supradentala ljuden. Svenska språkforskare som Elias Wessén och Gösta Bergman daterade supradentalernas uppkomst i Sverige så sent som till 1600-1700-talen och stödde den slutsatsen med stavningar som biören för 'björn' och Karel för 'Karl', som dyker upp bland annat i Agneta Horns och Karl XII:s handskrift. Norska språkforskare som Helge Sandøy och Martin Skjekkeland har istället varit inne på betydligt tidigare dateringar för Norges räkning, runt 1200-talet. Ett återkommande exempel i den norska litteraturen är det gamla ordet ártíd ('tid för själamässa') som ofta kom att stavas ⟨áltíd⟩, vilket därigenom har lett slutsatsen till att uttalet redan då borde ha gått över till ett supradentalt eller kakuminalt t [ʈ]. Staffan Fridell föreslår en datering för de supradentala ljudens uppkomst till omkring 1300-1500-tal, det vill säga yngre fornsvensk tid.

### Utbredning

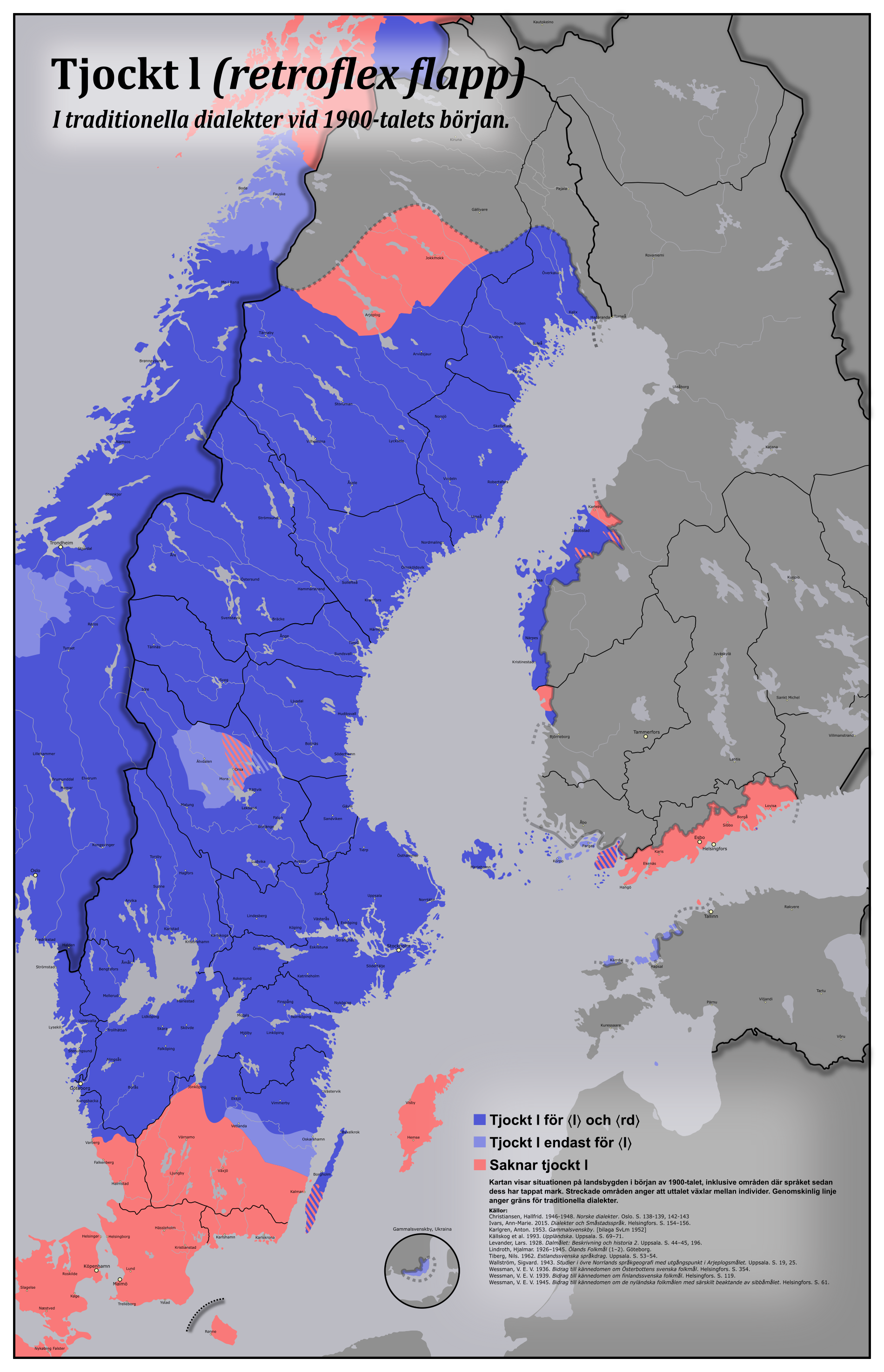
Tjockt l (i blått) i traditionella svenska dialekter.

#### Sverige
Sydgränsen för utbredningsområdet i Sverige går i väst-östlig riktning strax norr om Varberg på västkusten, upp mot Vätterns södra strand vid Jönköping och fortsätter sedan till östkusten strax norr om Kalmar. Ljudet finns traditionellt på Öland, men inte på Gotland. Gränsen för tjockt l sammanfaller i mångt och mycket med nordgränsen för det sydsvenska, skorrande uttalet av r. I traditionell sydsvensk dialekt har man, liksom i danskan, även uttalat /rd/ som ett r (vanligen bakre [ʁ]), istället för det i nordligare dialekter vanliga uttalet med tjockt l. Enligt Hans Ronge har tjockt l av allt att döma heller aldrig funnits i danska och sydsvenska dialekter söder om gränsen i Sverige.
I storstäder inom utbredningsområdet för tjockt l, som Stockholm och Göteborg, har ljudet saknats i modern tid. Detta trots att dialekterna i respektive städers omgivande landsbygd traditionellt har ljudet. Men i en äldre tid verkar tjockt l ha varit ett vanligt inslag även bland stadsborna. Samuel Columbus skriver i En Swensk Orde-Skötsel från 1678 att ett tiockt l finnes i swenskan, som knapt någon främmande ska' kunn' säij'-ut och framför till uttalsexemplen ord som 'hård' och 'stål', som han stavar med ⟨hl⟩. Däremot ska 'smal', 'sal' och 'pil' enligt Columbus uttalas med tunt l. Columbus nämner även att Hof-folke ha tungan weekare, det vill säga att det tjocka l:et inte uttalades av folket vid hovet under den här tiden. Detta indikerar att uttalet utan tjockt l tidigt lär ha associerats med en viss social prestige som kan ha trängt undan det tjocka l:et från exempelvis stockholmsdialekten. 
Dialekterna i Ovansiljanområdet i norra Dalarna intar en särställning i förhållande till omgivande målområden. I ovansiljanmålen finns förvisso det tjocka l-ljudet för skriftens ⟨l⟩, som i många av dessa dialekter kan uttalas kakuminalt även i början av ord. Det förekommer också en variant utan tungslag, det vill säga ett retroflext l-ljud utan själva flappen. I vissa byar i Ovansiljanområdet (åtminstone Liden i Älvdalen, och i östra Mora och östra Orsa socknar) uppges dessutom det tjocka l:et saknas överhuvudtaget i äldre uppteckningar. För skriftens ⟨rd⟩ möter i de traditionella ovansiljanmålen uttal som /d/ eller /rd/ istället för sammanfall med det tjocka l:et, som annars är regel i omgivande målområden.
I Norrland påträffas tjockt l motsvarande skriftens ⟨l⟩ och ⟨rd⟩ i hela området för traditionella norrländska mål. I nybyggarmålen i Jokkmokk och Arjeplog i Lappland har det emellertid varit mer vacklande, och under dialektinspelningar har ljudet bara påträffats hos vissa dialekttalare. Här kan man dessutom höra konsonantförbindelsen ⟨rd⟩ uttalad som ett tunt l. I sent koloniserade områden norr om den gamla gränsen för norrländska mål, samt i Tornedalen, förekommer inte tjockt l typiskt sett i talspråket.
I en del norrländska mål finns utöver de två l-ljuden dessutom en snarlik växling mellan tjockt (kakuminalt) och tunt (dentalt) n. Detta gäller särskilt för västerbottniska och ångermanländska dialekter och till mindre del även för dialekter i Jämtland, Medelpad och Lappland, samt i delar av Norge. I dessa dialekter uttalas n regelmässigt tjockt antingen endast efter bakre vokal, eller efter såväl bakre som främre vokaler. Det tunna (dentala) n:et används här i sin tur ordinitialt och när n är historiskt långt. Detta ger en distribution med tunt [n] i ord som 'natt' och 'band', men tjockt [ɳ] i ord som 'son' och 'trana', på vissa håll även tjockt i t.ex. 'sten' och 'knä'.

#### Finland och Estland
Ljudet förekommer till varierande grad i finlandssvenska dialekter. I österbottniskan är tjockt l motsvarande både /l/ och /rd/ allmänt, förutom längst i norr. I åboländska dialekter förekommer tjockt l i synnerhet i de västligare delarna av skärgården. Ljudet uteblir däremot i de nyländska dialekterna. I början av 1900-talet rapporterades emellertid att ljudet skulle förekomma bland vissa äldre informanter i Pellinge utanför Borgå i östra Nyland. I västra Nyland har konsonantförbindelsen /rd/ under 1900-talet uttalats med tunt l vilket tyder på ett tidigare uttal med tjockt l, i östra Nyland däremot med oassimilerat /rd/. I estlandssvenskan (inräknat den varietet som talas i Gammelsvenskby i Ukraina) har tjockt l varit allmänt för /l/, men däremot inte för /rd/.

#### Norge

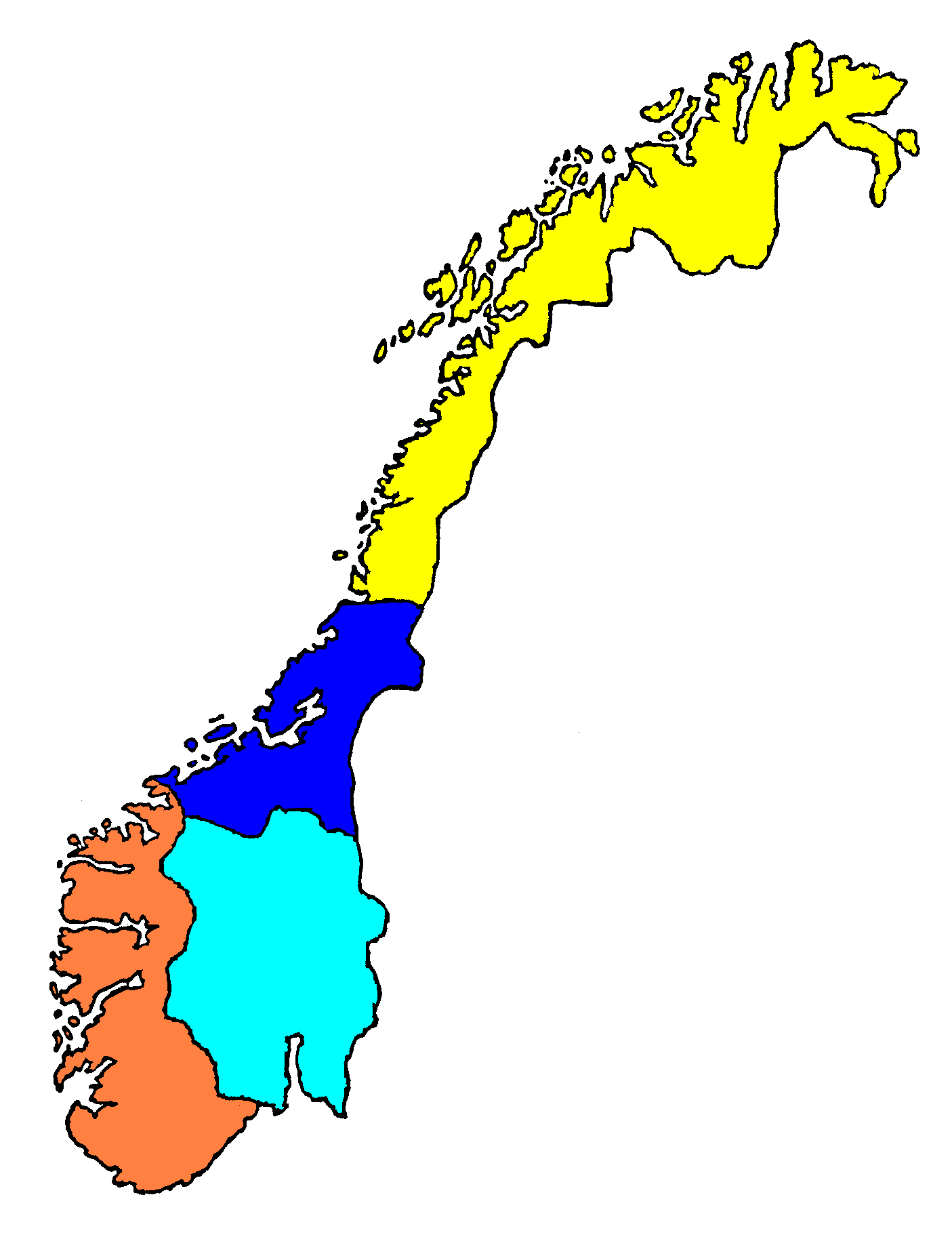
Norska dialekter uppdelade i de fyra grova grupperingarna: Vestlandsk (orange), austlandsk (ljusblå), trøndsk (mörkblå) och nordnorsk (gul).

Tjockt l och kakuminalt uttal av dentaler är kännetecknande för dialekter på Östlandet, Tröndelag och de sydligare delarna av Nordnorge. Ljudet saknas i allmänhet på Vestlandet och i längst i norr. Den geografiska gränsen för tjockt l börjar i södra Norge mellan Arendal och Tvedestrand och går upp genom forna Aust-Agder och Telemark fylken. Gränsen går sen upp från Rauland längs fjällryggen till Romsdalen och mynnar ut i havet mellan Romsdal och Sunnmøre. I norr går gränsen vid Hamarøy i Nordland. I ett mindre området norr om detta, i Bardu och Målselv i inre Troms fylke, förekommer också tjockt l. Området i fråga utgör en dialektö i Nordnorge, där dialekten har formats av inflyttare från Östlandet.
Ytterkanterna av området har inte tjockt l för konsonantförbindelsen /rd/, som istället uttalas som /r/ (liksom på traditionella dialekter i Sydsverige). Områdena med endast tjockt l av äldre /l/ i Norge utgörs av en del av Aust-Agder, Drangedal, Sannidal, Hjartdal, Vang i Valdres, Romsdal, det mesta av Nordmøre med en kil in i Sør-Trøndelag och sträckan Salta-Folda i Nordland. Geografiskt sett får man därmed två kärnområden för tjockt l i Norge, ett på Östlandet och ett i Tröndelag och Nordland.

## Tonlöst l
Vissa traditionella svenska dialekter har jämte det ”vanliga” tonande l-ljudet en tonlös variant, med IPA betecknad [l̥] eller stundom [ɬ] (en tonlös alveolar lateral frikativa). Med landsmålsalfabetet betecknas ljudet med symbolen ⱹ (Unicode U+2C79), en modifikation av grekiskt lambda. I texter skrivna på dialekt används ibland en kombination med ⟨h⟩, t.ex. ⟨hl⟩ för att beteckna detta ljud.
I de dialekter där tonlöst l förekommer har de i regel utvecklats från kombinationen /sl/ eller /tl/, t.ex. i ord som slut som då uttalas hlut [ḷʉːt] eller motsvarande. I det senare fallet har kombinationen /tl/ genomgått en mellanfas av /tsl/ > /sl/, vilket gör ursprunget snarlikt det förstnämnda, t.ex. tjihhle [tɕɪl̥ːɛ] ’kittla’, eller behhl [bɛl̥ː] ’betsel’.
Tonlöst l utvecklat ur /sl/ och /tl/ har traditionellt förekommit dialekterna i Estland (utom på Nargö), i delar av Ångermanland, norra Dalarna (Älvdalen, Våmhus, Orsa, Mora), Hälsingland (Delsbo), Västmanland (Kumla, Norberg och Skinnskatteberg), Västerbotten, Jämtland, Härjedalen, Österbotten (Närpes) och i Nyland (Strömfors, Lappträsk och i gränslandet mellan Borgå och Sibbo).
I vissa dialekter förekommer även tonlöst l före den tonlösa klusilen /t/ i ord som svälta [svɛl̥ta] och allt [al̥t]. Detta ska förekomma i de traditionella dialekterna i Närpes i Österbotten, i Jämtland (t.ex. i Offerdals och Ragunda socknar), i Linsells, Älvros och Lillhärdals socknar i Härjedalen, i Arbrå och Delsbo socknar i Hälsingland. Därtill förekommer det i dialekten i Multrå socken i Ångermanland mellan främre vokaler och /p t k/.